# 우메모토 마도카

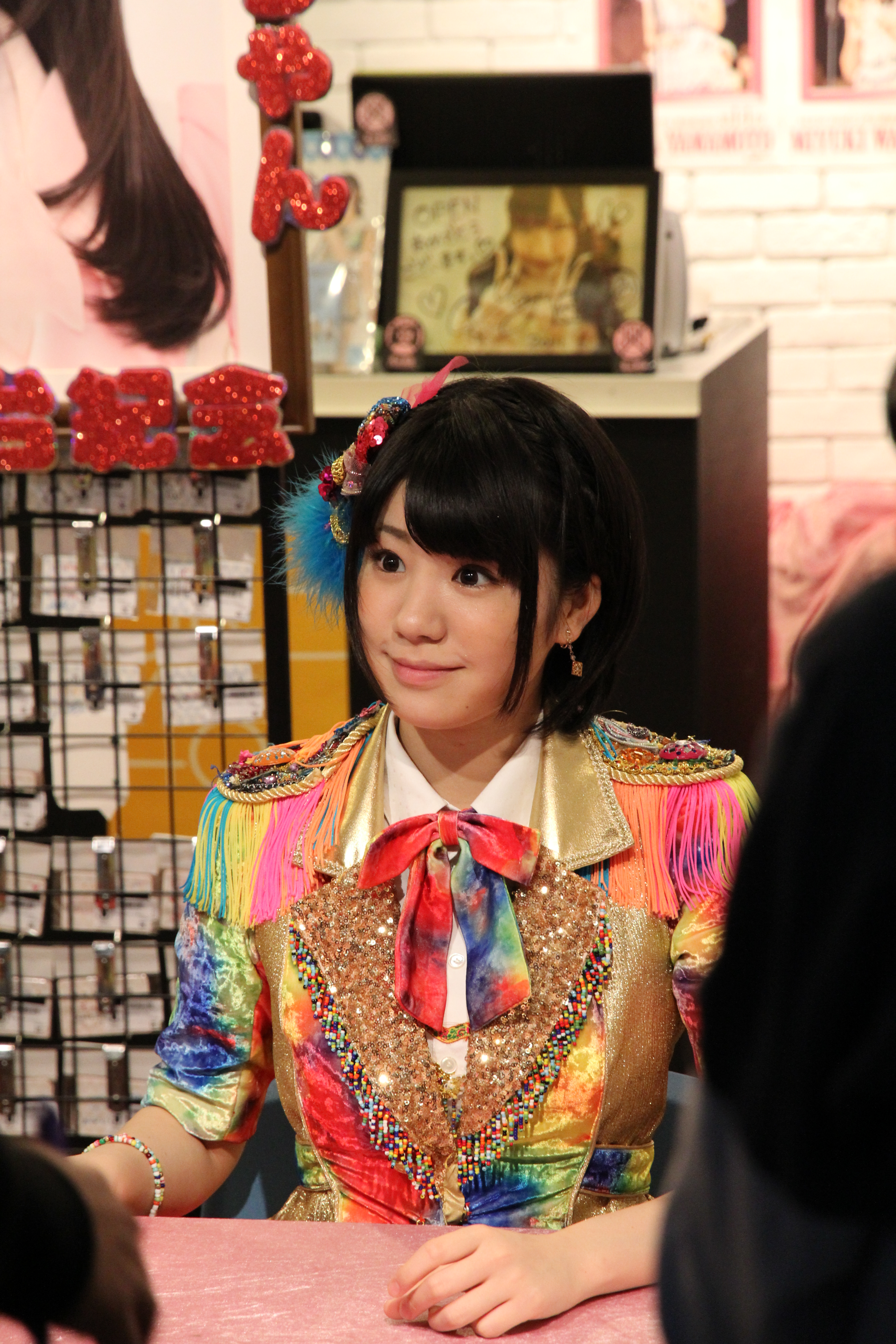

우메모토 마도카(일본어: 梅本 まどか, 1992년 7월 17일 ~ )는 일본 여성 아이돌 그룹 전 SKE48 팀E 부리더이다. Mousa 소속.

## 개요
- 전 SKE48 팀E 멤버.
- 2016년 2월 29일, SKE48 팀E 졸업.